# Macy Chan
Macy Chan (Chino: 陳美詩, 22 de febrero de 1981) es una actriz y cantante hongkonesa. Su carrera artística empezó a partir del 2004, ese mismo año hizo su debut como actriz en una serie de televisión titulada "Sunshine Heartbeat" y más adelante en el 2005, participa en dos películas como "Moments of Love" y "Yarudora".

## Filmografía

### TV series
| Año  | Título                   | Personaje             | Notas      |
| ---- | ------------------------ | --------------------- | ---------- |
| 2004 | Sunshine Heartbeat       | Macy                  |            |
| 2008 | Forensic Heroes II       | Fong Miu Na (Formula) |            |
| 2008 | Last One Standing        | Ma Ngoi Lam (Kelly)   |            |
| 2008 | Pages of Treasures       | Mai Suet (Michelle)   | Guest star |
| 2009 | A Bride for a Ride       | Sze Mung Lo           |            |
| 2009 | D.I.E. Again             | Law Pak Chi (Pat)     |            |
| 2010 | Don Juan DeMercado       | Song Dan Yi           | Guest Star |
| 2010 | Sisters of Pearl         | Chu Pik Lam           |            |
| 2010 | Every Move You Make      | Emily Chow            |            |
| 2010 | Twilight Investigation   | Cheuk Yan             |            |
| 2011 | Dropping by Cloud Nine   | Ying Ying             |            |
| 2011 | Only You                 | Tong Yin Sang         |            |
| 2011 | Relic of an Emissary     | Sharen Gaowa          |            |
| 2011 | Curse of the Royal Harem | Choi Kiu              |            |
| 2012 | Three Kingdoms RPG       | Macy                  |            |
| 2013 | Sergeant Tabloid         | Shun's Wife           | ep.21      |

### Película
| Año  | Título                 | Personaje | Notas |
| ---- | ---------------------- | --------- | ----- |
| 2005 | Moments of Love        | Wiz       |       |
| 2005 | Yarudora               | Macy      |       |
| 2006 | I'll Call You          | Ceci      |       |
| 2007 | Happy Birthday         | Teresa    |       |
| 2007 | The Haunted School     | Ah Fung   |       |
| 2010 | The Jade and the Pearl | princess  |       |
| 2011 | I Love Hong Kong       |           |       |
| 2011 | The Fortune Buddies    |           |       |
| 2014 | Grey Met Shrek         |           |       |